# Harmoning
Harmoning (früher Stockham)  ist ein Stadtteil von Tittmoning im oberbayerischen Landkreis Traunstein. Das Dorf liegt circa sechs Kilometer südlich von Tittmoning.

## Baudenkmäler
- Hofkapelle